# 킬데베르투스 4세
킬데베르투스 4세(Childebert IV, 680년 또는 683년경 ~ 711년)는 메로빙거 왕조 출신 프랑크 왕국의 왕이었다. 킬데베르투스 3세 아돕티부스를 인정하지 않는 경우 그를 킬데베르투스 3세로 간주하기도 한다.
실권이 없었던 꼭두각시에 불과하여 아우스트라시아의 궁재이자 인척이었던 헤르스탈의 피핀 2세가 실권을 행사했다.